# Vojin Bakić

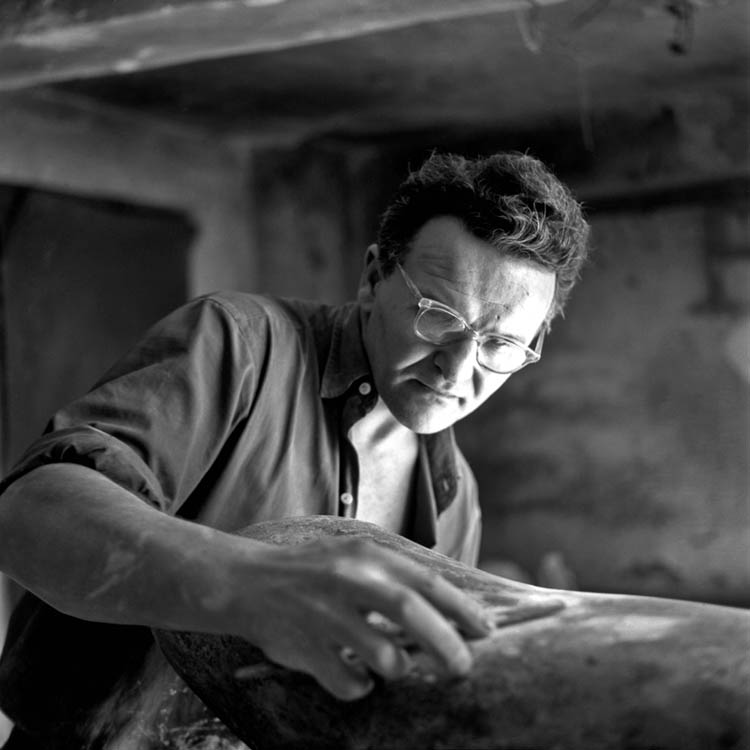
Bakić in seinem Atelier

Vojin Bakić (* 5. Juni 1915 in Bjelovar, Österreich-Ungarn; † 1992 in Zagreb) war ein jugoslawischer Bildhauer. Er war ein wichtiger Vertreter der abstrakten Bildhauerei und Kunst nach dem Zweiten Weltkrieg. Sein Werk war maßgeblich für die Wende in der jugoslawischen Bildhauerei vom sozialistischen Klassizismus zur sozialistischen Moderne.

## Leben
Bakić wurde 1915 in Bjelovar als Sohn einer wohlhabenden Familie geboren. Sein Vater war Konstantin Bakić (* 1882 in Bjelovar; † 1925 in Sušak), er war serbischer Herkunft. Seine Mutter war Jelena geb. Schnautz (* 1889 in Bakar; † 1970). Sie stammte aus einer reichen Familie, ihr Vater war schwedischer Herkunft und ihre Mutter stammte aus einer ungarisch-slowakischen Adelsfamilie.
Bakić besuchte 1921–32 die Grundschule und anschließend das Gymnasium in Bjelovar. 1933 stellte er erstmals Werke von sich aus. Bakić studierte zuerst Jura, das Studium brach er jedoch ab. Er wechselte zum Studium der Kunst an der Akademie in Zagreb bei Frano Kršinić und schloss sein Studium mit Diplom im Jahr 1939 ab. Im selben Jahr nahm er an der Ausstellung „Zagreber Künstler“ in Zagreb teil. 1940–41 nahm er Unterricht bei Frano Kršinić, Roberta Frangeša-Mihanovića und Ivan Meštrović. Bakić unternahm eine Italienreise und besuchte Florenz und Mailand.
Im Zweiten Weltkrieg wurde er mit seinen vier Brüdern, weil sie Serben waren, von den Ustascha festgenommen. Seine vier Brüder starben im KZ Jadovno. Bakić überlebte wegen eines Briefs seines ehemaligen Lehrers Frano Kršinić an die Regierung, der seine Freilassung erbat. 1942 heiratete er Ljubo Schneider, mit der er ein Kind, Zoran († 1992), hatte.
Bakić begann sein künstlerisches Werk mit Plastiken im Stil des sozialistischen Realismus, wendete sich jedoch immer mehr elementaren geometrischen Formen zu. Ein bekanntes Werk dieser Zeit ist die Skulptur „Taurus“.
1956 war er Teilnehmer der Biennale von Venedig und der documenta 2 im Jahr 1959 in Kassel.
In den 1960er- bis 1970er-Jahren schuf er diverse Monumental-Skulpturen in Jugoslawien, die Aspekten des Zweiten Weltkrieges gewidmet sind. Viele dieser Denkmäler sind seit den 1990er-Jahren zerstört worden oder verlassen und sind von Plünderungen und Vandalismus bedroht.

## Auszeichnungen
- 1979: Wladimir-Nazor-Preis für angewandte Kunst

## Galerie von Werken (Auswahl)

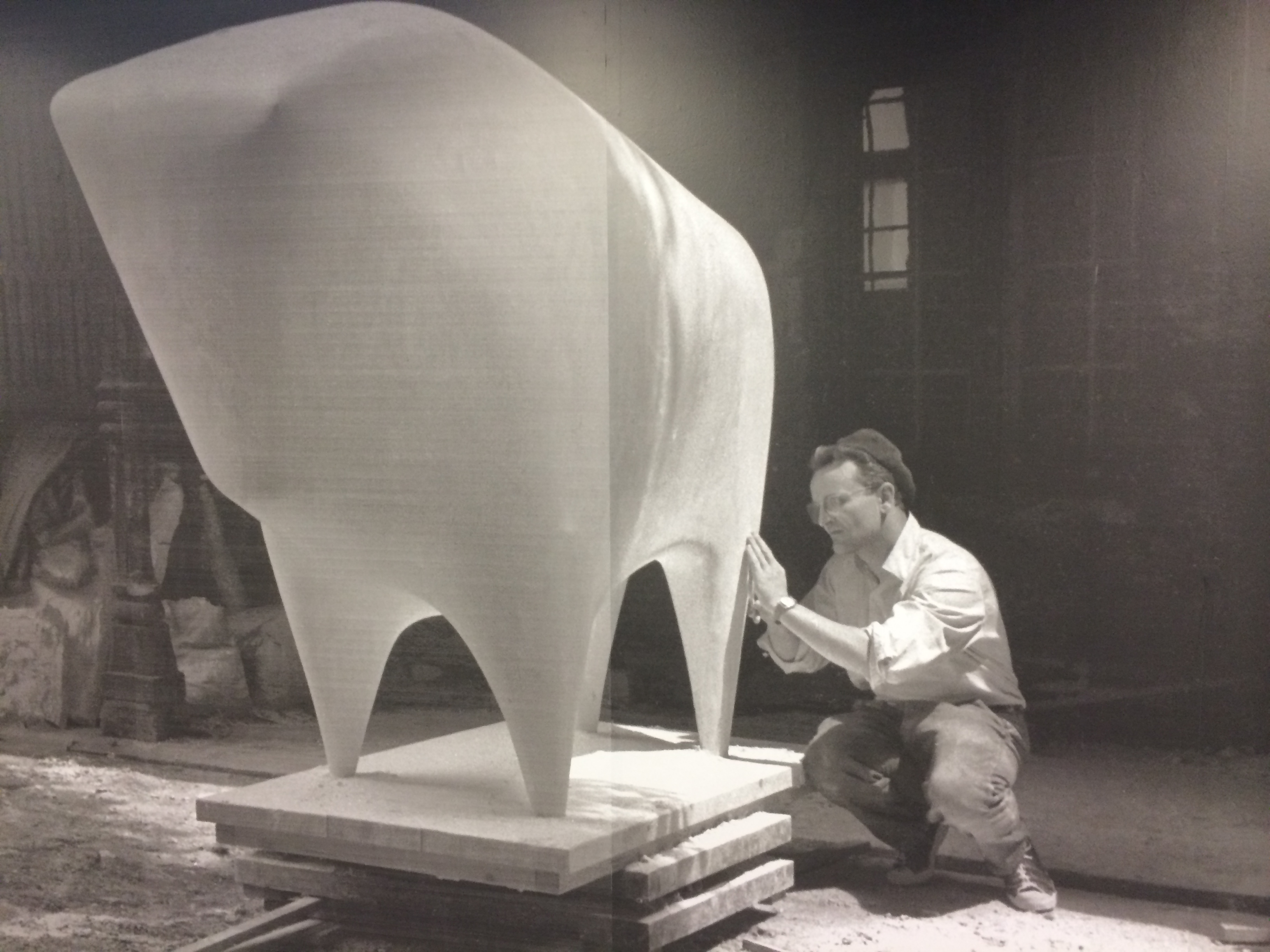
Taurus (1956)
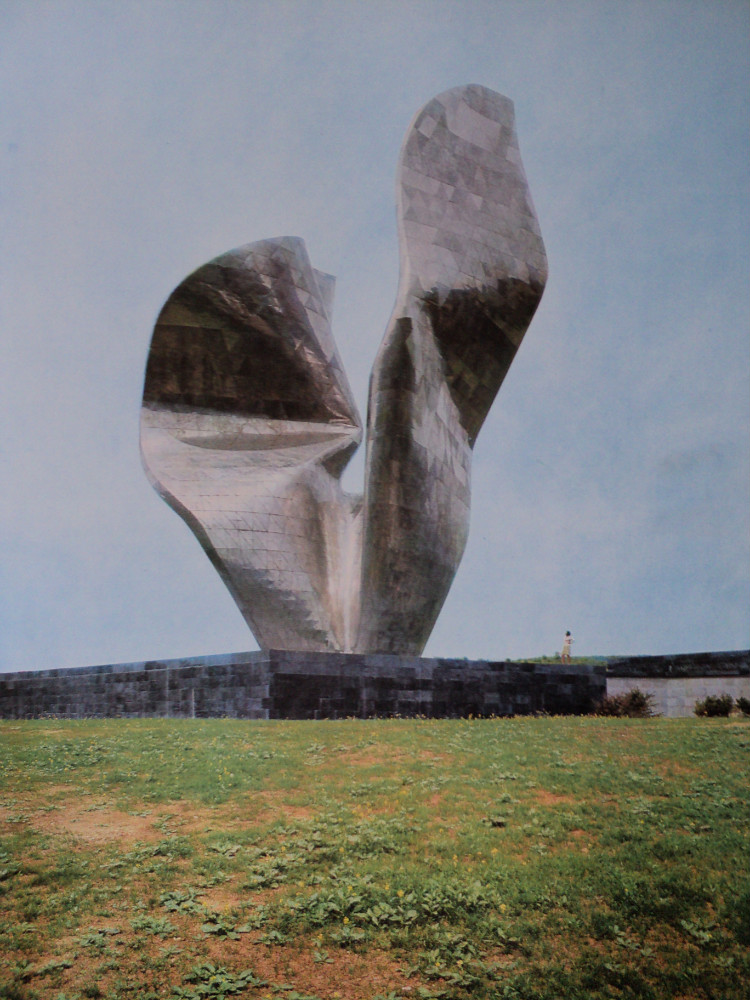
Denkmal des Sieges der Einwohner Slawoniens (1957–68) Standort: Kamenska, Blažuj-Berg (1992 gesprengt)
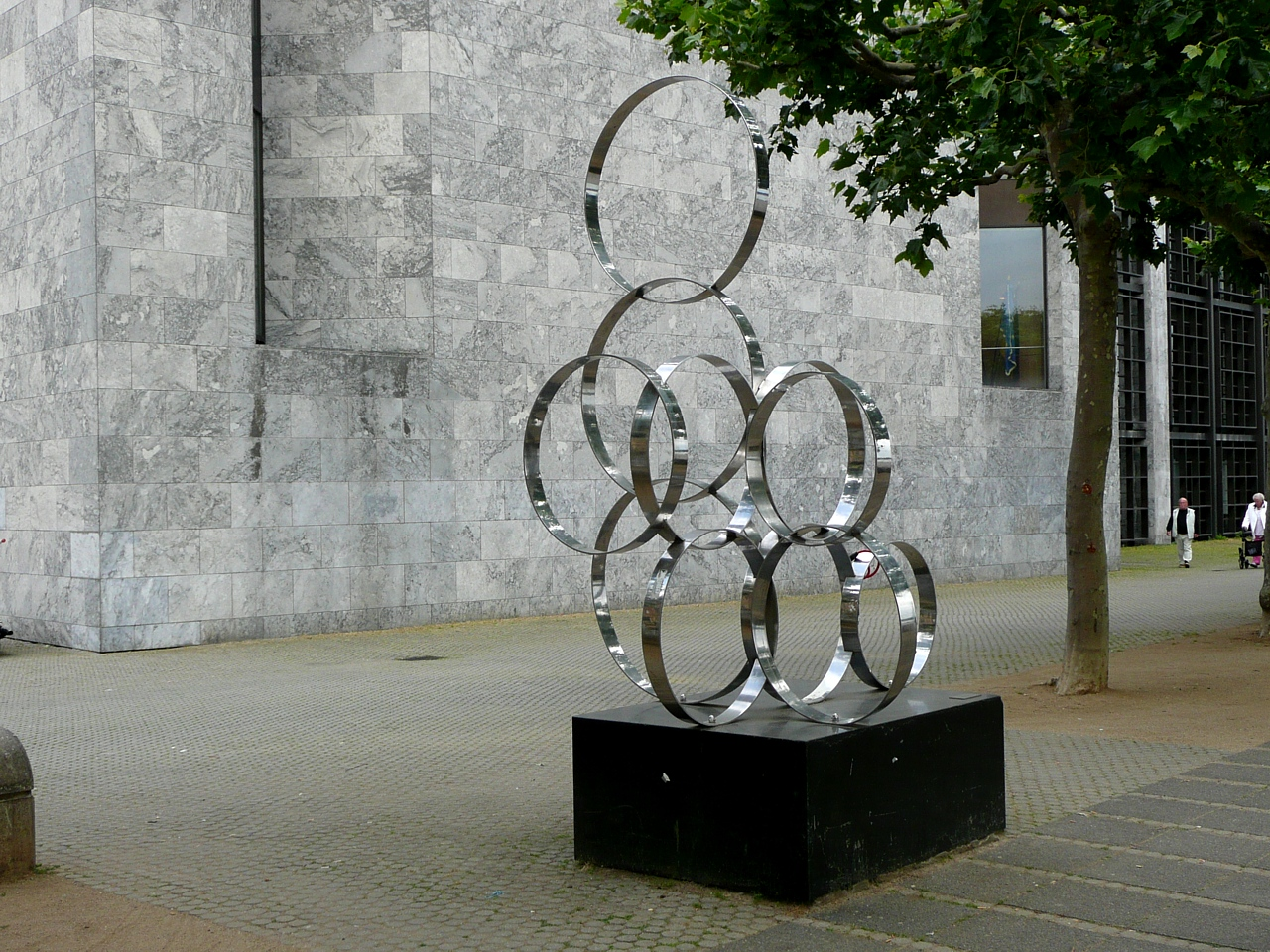
Zirkulationen im Raum II (1974) Standort: Mainz, Stresemannufer
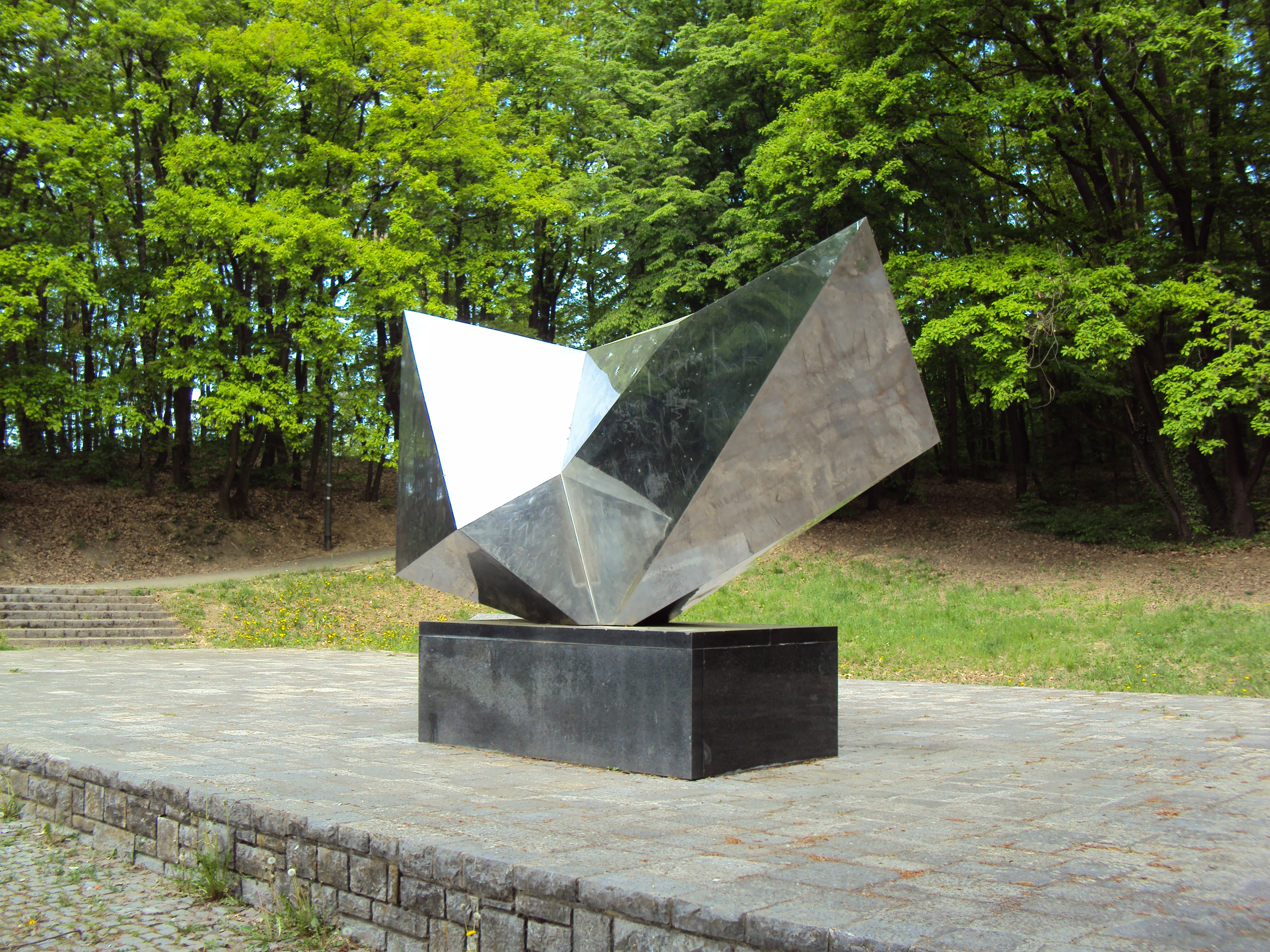
Dotrščina-Gedenkpark – Hauptdenkmal (1963–68) Standort: Zagreb
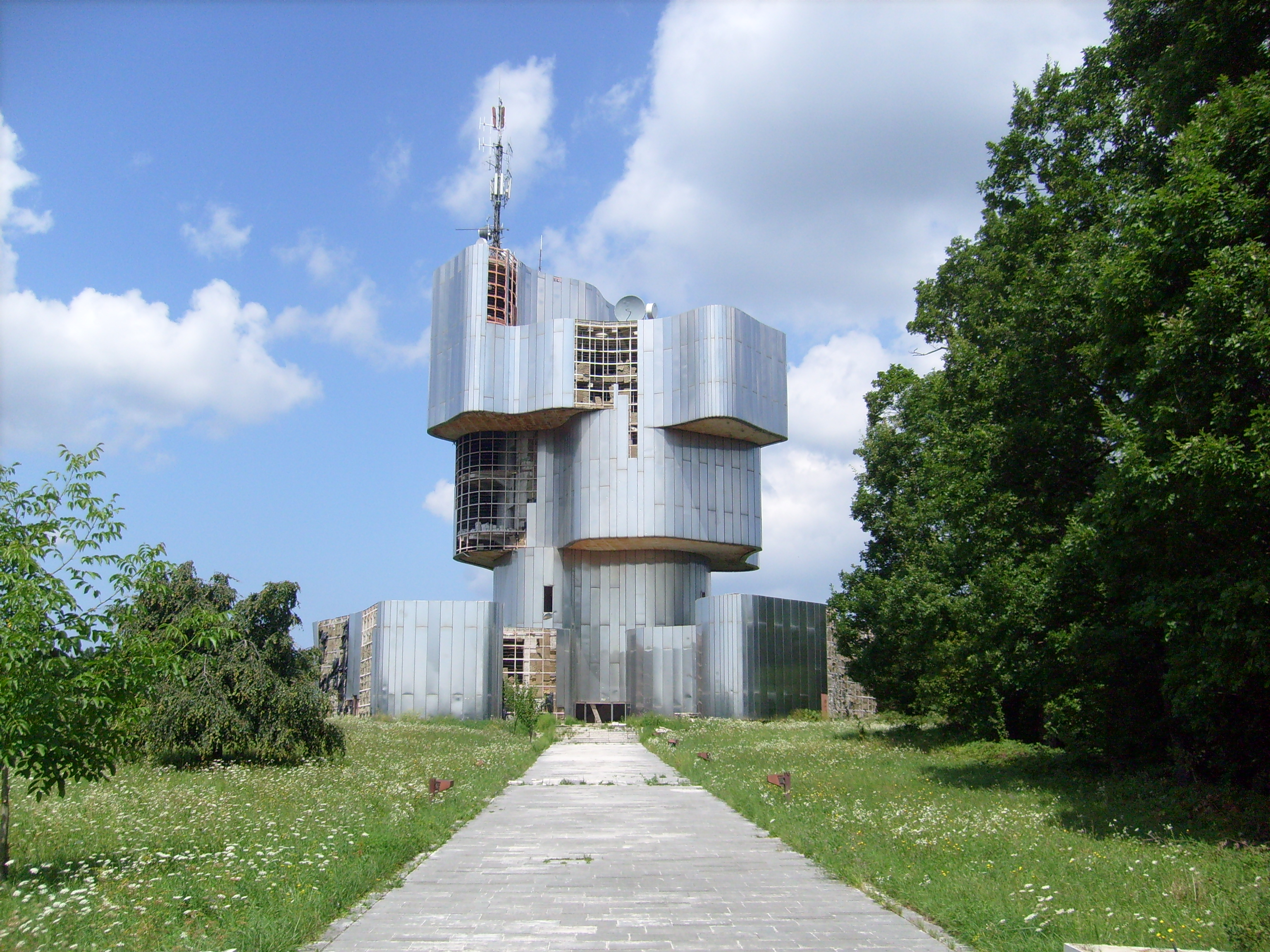
Denkmal des Aufstandes der Einwohner von Kordun und Banija (1971–81) Standort: Petrova-Gora-Nationalpark bei Vojnić (Zustand 2010)
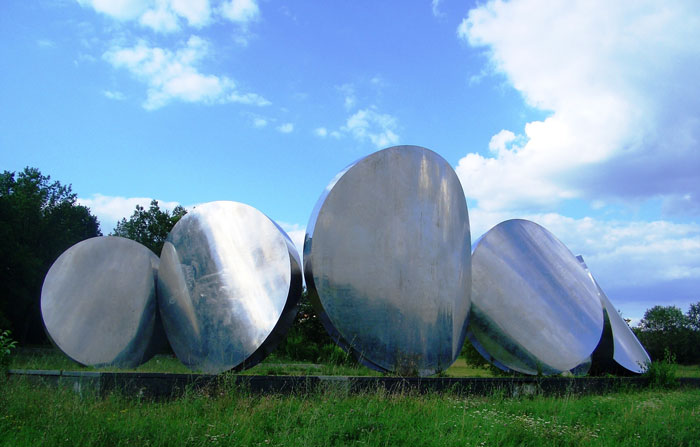
Kreise im Šumarice-Gedenkpark (Denkmal für das Massaker von Kragujevac) (1981) Standort: Kragujevac